# Kanton Kraainem - Sint-Genesius-Rode
Kanton Kraainem - Sint-Genesius-Rode is een gerechtelijk kanton in de Belgische provincie Vlaams-Brabant en het arrondissement Halle-Vilvoorde. Het is de bestuurslaag boven die van de desbetreffende gemeenten, tevens is het een gerechtelijk niveau waarbinnen één vredegerecht georganiseerd wordt dat bevoegd is voor de deelnemende gemeenten. Beide types kanton beslaan niet noodzakelijk hetzelfde territorium.
Formeel heeft het vredegerecht twee zetels (Kraainem en Sint-Genesius-Rode), maar de zetel Kraainem is verhuisd naar Sint-Genesius-Rode (K.B. 06.06.2016, B.S., 15.06.2016). Het is gelegen in het gerechtelijk arrondissement Brussel.
Dit gerechtelijk kanton is bevoegd voor de gemeenten Drogenbos, Kraainem, Linkebeek, Sint-Genesius-Rode en Wezembeek-Oppem.